# 엘리오트 그롱댕
엘리오트 그롱댕(프랑스어: Éliot Grondin, 2001년 4월 19일~)은 캐나다의 스노보드 선수로 주 종목은 크로스이다. 올림픽에 2회 출전했으며, 2022년 동계 올림픽에서 남자 크로스 부문 은메달과 혼성 크로스단체전 동메달을 획득했다. 또한 세계 선수권 대회에서 금메달 1개, 동메달 1개를 획득했고, 스노보드 월드컵에서 크로스 부분 준우승 1회를 달성했다.

## 대회 기록

### 올림픽
| 년도 | 대회일   | 장소   | 종목               | 결과 | 메달 |
| ---- | -------- | ------ | ------------------ | ---- | ---- |
| 2018 | 2월 15일 | 평창   | 크로스             | 36위 |      |
| 2022 | 2월 10일 | 베이징 | 크로스             | 2위  |      |
| 2022 | 2월 12일 | 베이징 | 크로스 혼성 단체전 | 3위  |      |